# シアノアラニン
シアノアラニン(Cyanoalanine)は、化学式NCCH2CH(NH2)CO2Hのアミノ酸である。大部分のアミノ酸と同様に、NCCH2CH(NH3+)CO2-の互変異性体として存在する。ニトリルを含むアミノ酸の稀な例である。白色で水に溶ける固体である。
シアノアラニンは、L-3-シアノアラニンシンターゼの働きにより、シアニドとシステインが反応することで天然に生じる。
HSCH2CH(NH2)CO2H  +  HCN  →  NCCH2CH(NH2)CO2H  +  H2S
酵素により、アスパラギン酸に変換される。